# Buddha Dhatu Jadi
Buddha Dhatu Jadi är ett buddhistiskt tempel i distriktet Bandarban i Bangladesh. Templet är det största theravadabuddhistiska templet i Bangladesh och har den näst största Buddhastatyn i landet. Buddha Dhatu Jadi uppfördes år 2000 och besöks av ursprungsfolket Marma.